# Cuộc nổi loạn Campuchia (1811–1812)
Cuộc nổi loạn của người Campuchia năm 1811-1812 xảy ra khi lực lượng người Xiêm (Thái Lan) đã hỗ trợ Ang Snguon (Nặc Nguyên - con trai vua Ang Eng), sau khi Ang Snguon lật đổ người anh trai là Ang Chan; nhưng người Việt đã đem một lượng quân lớn tới để giúp phục hồi ngôi vị cho Ang Chan tại Phnôm Pênh.
Vua Ang Chan II (1791–1837) đã thừa nhận quyền bá chủ của cả người Xiêm và người Việt trên vương quốc của ông, và thực hiện cống nạp cho cả Xiêm và Việt Nam để nhằm giữ hòa bình. Người em Ang Snguon của Ang Chan, năm 1811 đã tìm kiếm sự trợ giúp của người Xiêm nhằm chiếm ngai vàng. Vua Xiêm Rama II (1767–1824) đã ra lệnh quân đội của ông ta thực hiện việc lật đổ Ang Chan, Ang Chan sau đó bỏ chạy để nhờ sự trợ giúp của người Việt lấy lại ngai vàng.
Năm tiếp sau đó, năm 1812, vua Gia Long đã đưa 1 lực lượng lớn quân để hỗ trợ Ang Chan II trở lại ngai vàng, người Xiêm sau đó đã rút lui khỏi lãnh thổ Campuchia mà không thực hiện cuộc giao tranh nào.
Bởi những biến động mới của chiến tranh, Ang Chan đã lấy lại được Oudong nhờ lực lượng người Việt. Lãnh thổ các tỉnh phía Bắc của Campuchia đã nhượng lại cho vua Xiêm để đền bù thiệt hại. Người Việt Nam đã giúp phục hồi lại quyền lực chính thống của hoàng gia, lãnh thổ người Campuchia và cả người Campuchia.
Vua Gia Long trở thành người bảo trợ cho Ang Chan và có được nhiều ảnh hưởng lớn lên đất Campuchia.

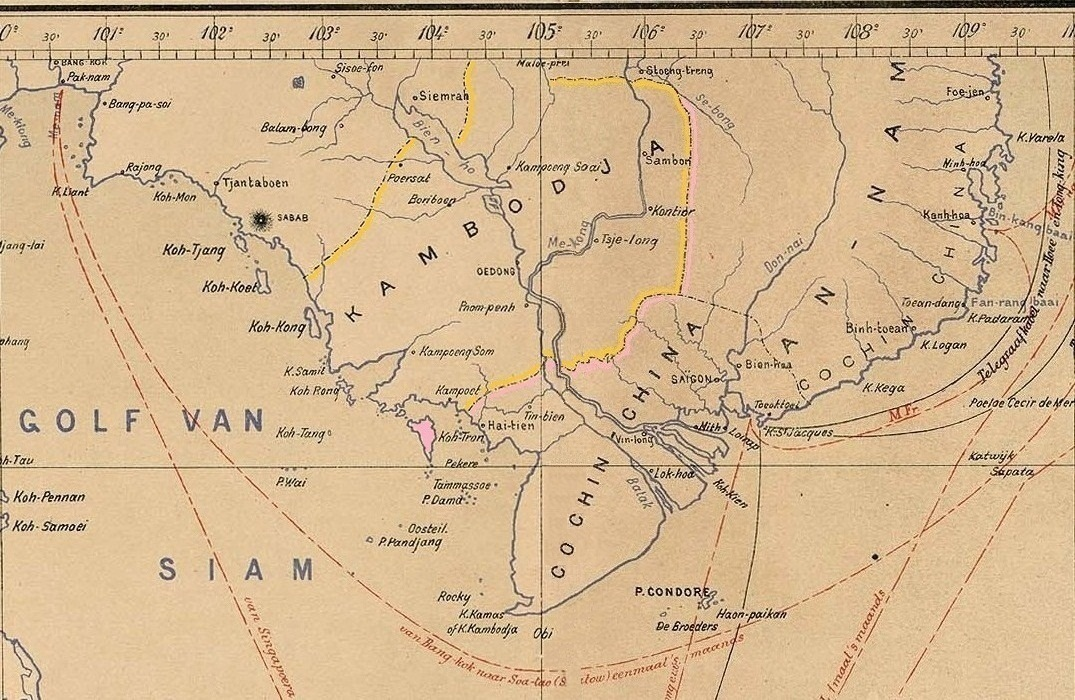
Bản đồ Cao Miên và Nam Kỳ 1841-1889.

Vương quốc người Khmer đã trở nên yếu ớt, nó trở thành chư hầu của cả Xiêm và Việt. Mặc dù giữ được quyền lực bên trong đất nước nhưng phải chịu sự bảo hộ của Việt Nam.

## Link tham khảo
- List of the Wars of Cambodia